# 梅村清弘
梅村 清弘（うめむら きよひろ、1937年4月25日 - 2020年11月26日）は、日本の体育社会学者、学校法人梅村学園名誉総長。

## 生涯
名古屋市生まれ。父は中京大学学長・梅村淸明。中京大学商学部卒業、慶応義塾大学大学院社会学研究科修士課程修了、1964年日本大学大学院文学研究科博士課程満期退学。中京商業高校（現・中京大学附属中京高等学校）校長、理事長代理、中京大学体育学部教授、同学部長。1980年中京大学学長、1988年理事長、1990年総長を兼務。2010年名誉総長。2009年、旭日重光章受章。2020年11月26日死去。叙正四位。

## 著書
- 『スポーツ社会学 その構想と展開』講談社 1973
- 『私のスポーツ交遊録』ベースボール・マガジン社 1988
- 『遊びと人間』ベースボール・マガジン社 1991
- 『紳士録』海越出版社 1993

### 共編著
- 『現代スポーツ社会学』編著 講談社 1972
- 『コーチの社会学』小林平八共編著 大修館書店 1973
- 『人間とスポーツ 今日的課題の考察』編著 大修館書店 1973
- 『豊かな社会と余暇 余暇の今日的課題』青沼吉松共編著 講談社 1973
- 『監督の条件 その実戦と理論』深井一三、小林平八、安田矩明ほか共編著 大修館書店 1974
- 『人間とレクリエーション その創造にむかって』滝正男,鷹取昭共編著 大修館書店 1974

翻訳
- カーティス・ゲイロード『現代コーチングの心理学』講談社 1972